# Hampton (Nowy Jork)
Hampton – miasto w Stanach Zjednoczonych, w stanie Nowy Jork, w hrabstwie Washington.